# Eudelus granulosus
Eudelus granulosus är en stekelart som först beskrevs av Davis 1897.  Eudelus granulosus ingår i släktet Eudelus och familjen brokparasitsteklar. Inga underarter finns listade i Catalogue of Life.